# Miloš Krkotić
Miloš Krkotić (ur. 29 września 1987 w Titogradzie) – czarnogórski piłkarz grający na pozycji pomocnika w Dacii Kiszyniów.

## Kariera klubowa
W latach 2006–2011 był zawodnikiem FK Zeta. W sierpniu 2011 trafił do mołdawskiej Dacii Kiszyniów, dla której zadebiutował w meczu kwalifikacji do Ligi Mistrzów z gruzińskim FC Zestafoni. W sezonie 2013/2014 Divizia Națională został kapitanem drużyny.

## Kariera reprezentacyjna
W reprezentacji Czarnogóry zadebiutował 26 marca 2013 w meczu eliminacji do MŚ 2014 z Anglią.